# Sascha Fischer
Pas d'image ? Cliquez ici

a Compétitions nationales et continentales officielles uniquement.

b Matchs officiels uniquement.
Dernière mise à jour le 8 février 2011.
Sascha Fischer, né le 24 décembre 1971 à Stuttgart, est un joueur de rugby à XV allemand. Il joue en équipe d'Allemagne et évolue au poste de deuxième ligne.

## Carrière
Il dispute un test match avec l'équipe nationale allemande le 10 novembre 2007 contre la Belgique.
- ????-1996 : DSV 1878 Hanovre (Basse-Saxe, Allemagne)
- 1996-2003 : CS Bourgoin-Jallieu
- 2003-2006 : CA Périgueux (Pro D2 puis Fédérale 1)
- depuis 2006 : Bugue AC (Fédérale 3, puis Fédérale 2 et Fédérale 1)

## Palmarès
- Champion de France de Fédérale 3 en 2007 avec Le Bugue